# Guerre arméno-turque (1918)
Ne doit pas être confondu avec la guerre arméno-turque de 1920
Vous pouvez aider à l'améliorer ou bien discuter des problèmes sur sa page de discussion.
Campagne du Caucase
La guerre arméno-turque de 1918 ou Première guerre arméno-turque est une série d'initiatives militaires entreprises par l'Empire ottoman pendant la Première Guerre mondiale dans le cadre de la campagne du front caucasien. Sous la direction du ministre de la Guerre, Enver Pacha, les Ottomans cherchent à reprendre des territoires perdus et à réaliser des objectifs géopolitiques, notamment l'indépendance des peuples transcaucasiens.

## Planification
La reprise des hostilités sur le front caucasien fut planifiée par Enver Pacha, également connu sous le surnom de « Napoléonik » pour son audace lors des guerres balkaniques. Profitant de l'armistice d'Erzincan, Enver Pacha reconstitua la 3e armée ottomane qui avait été réduite à 10 000 hommes en décembre 1917. Avec le renfort d'une division d'élite venue de Roumanie, l'armée ottomane fut renforcée pour mener à bien son plan ambitieux inspiré par l'idéologie panturkiste. Le traité de Brest-Litovsk joua un rôle essentiel dans la planification de la contre-offensive. Lors des pourparlers à Brest-Litovsk en février 1918, les Allemands présentèrent un ultimatum aux bolchéviks russes, exigeant des pertes territoriales considérables en échange de la paix. Les bolchéviks, divisés sur la réponse à donner, acceptèrent finalement les clauses du traité de Brest-Litovsk le 3 mars 1918, cédant ainsi de vastes territoires aux puissances centrales, dont l'Empire ottoman.

## Traitée de Brest-Litovsk et la récupération de territoires
Le traité de Brest-Litovsk a offert à Enver Pacha et aux Ottomans une occasion en or de récupérer des territoires clés en Transcaucasie qui étaient auparavant sous contrôle russe. Selon les termes du traité, la Russie abandonna la Pologne, l'Ukraine, les Pays baltes, la Finlande, et accepta également de céder des territoires en Biélorussie. Plus pertinent pour l'Empire ottoman, le traité prévoyait la rétrocession des provinces de Kars, Ardahan et Batoum, des régions stratégiques qui suscitaient l'intérêt de la Turquie en raison de leur population musulmane et de leur géopolitique. Enver Pacha saisit cette occasion pour mettre en œuvre son plan de libération des terres irrédentes et d'occupation de la Transcaucasie. Les Ottomans lancèrent une offensive dès que le traité fut signé, poussant le Commissariat transcaucasien à se retrouver face à une décision difficile : accepter les termes du traité de Brest-Litovsk et céder les territoires désignés ou engager un effrontement militaire avec l'Empire ottoman.

## Conférence de Trébizonde et début de l'offensive ottomane

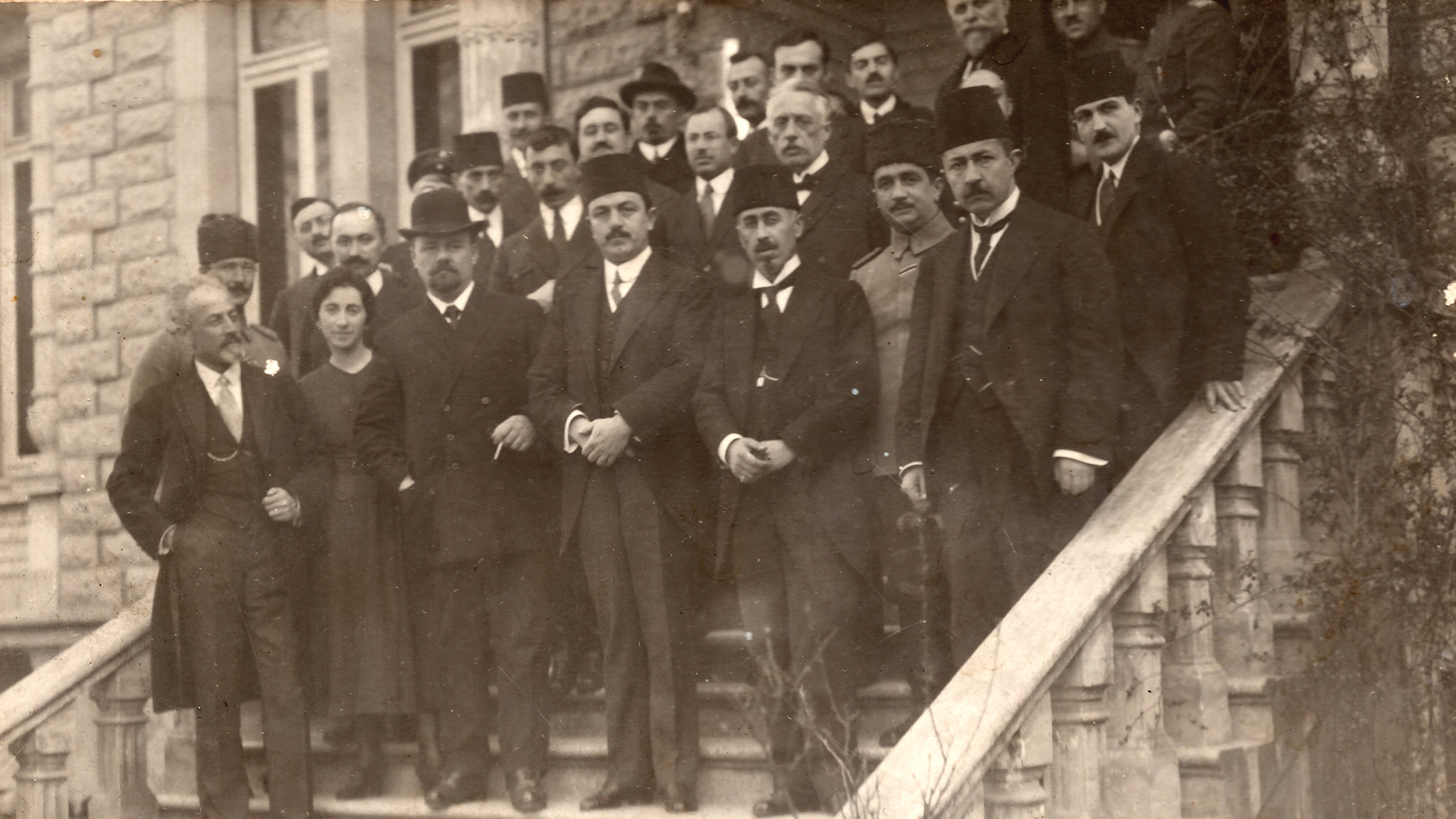
Photographie des participants transcaucasiens et ottomans à la Conférence.

La Conférence de Trébizonde, qui débuta le 14 mars 1918, fut le lieu où la délégation transcaucasienne se réunit pour discuter des exigences ottomanes. Cependant, en raison de profondes divisions internes, la délégation se montra incapable de s'entendre sur une position commune face aux demandes ottomanes. Les Géorgiens, majoritairement favorables à un rapprochement avec les puissances centrales, envisageaient de conclure une paix séparée avec la Turquie sur la base du rétablissement de la frontière russo-turque de 1914, conservant ainsi Batoum mais renonçant à l'Arménie turque. Cependant, les Arméniens refusèrent catégoriquement la perte de la province de Kars, où la population était à plus de 30% arménienne, et rejetèrent l'idée d'un échange de populations. Face au refus des délégations transcaucasiennes d'accepter les termes du traité de Brest-Litovsk, la situation dégénéra rapidement en guerre ouverte, marquant le début de l'offensive ottomane en 1918.

## Déroulement de la guerre

### Erzincan
Le 13 février, les troupes turques de Kazim Karabekir assiègent Erzincan, défendue par le colonel russe Morel. Dans une évacuation chaotique et paniquée, la ville est abandonnée par les civils et les soldats arméniens qui fuient vers Erzuroum. Les tribus kurdes attaquent les fuyards, et les fédaïs arméniens mènent des combats acharnés en arrière-garde. L'armée ottomane, sous-équipée, profite des arsenaux et réserves abandonnés par les Russes pour avancer, reproduisant ce schéma lors des attaques ultérieures sur Erzurum et Kars.

### Gümüşhane et Trabzon
Le 24 février, sous les ordres de Yakub Chevki Pacha et Mehmet Vehib Kaçı, les forces ottomanes capturent les villes de Gümüşhane et de Trabzon, les pertes russo-arméniens atteint 1,000 morts et 250 morts chez les grecs pontiques.

### Erzurum
Moins d'un mois après Erzincan, Kazim Karabekir assiège aussi Erzeroum. Malgré une défense faible, les troupes russes et arméniennes cèdent la ville aux forces ottomanes. Les fédaïs arméniens combattent en retraite, mais les Ottomans avancent rapidement. Erzeroum tombe le 12 mars 1918, provoquant des conséquences désastreuses pour les Arméniens, qui se replient vers Kars.

### Malazgirt
Le 23 mars, la ville de Manzikert est conquis par les forces ottomanes.

### Van
Ne doit pas être confondu avec Défense de Van.
Au sud-est, de Khnouss à Van, le front a résisté jusqu'à la chute d'Erzeroum. Dans le Dâron, le 4e corps d'armée turc a dû faire face à des résistances opiniâtres. Les Arméniens de Sassun défendent le vieux pont de Sulukh sur l'Euphrate orientale, tandis que les hommes de Sembat protègent le pont d'Akhlat. Ces combattants arméniens de l'ouest se montrent acharnés, refusant de céder leur terre, celle de leurs ancêtres, et résistent jusqu'en avril à Khnouss et à Van, où quelques régiments de fusiliers se sont concentrés. Cependant, l'évacuation devient inévitable. Les Arméniens du Dâron se dirigent vers le Caucase et la plaine de l'Ararat, tandis que ceux de Van partent vers la Perse. Cette dernière grande migration arménienne du printemps 1918 mobilise environ 150 000 personnes, d'Erzincan à Van. Contrairement aux migrations précédentes, celle-ci n'est pas protégée par les mouvements stratégiques de l'armée russe. Hommes, femmes et enfants, encadrés par les soldats et les irréguliers arméniens, doivent se frayer un chemin par la force, car les routes de l'exode sont bloquées par la neige, les rôdeurs et les pillards. Les derniers combats entre les Arméniens et les Turcs sont d'une férocité intense, sachant que les Arméniens ne pourront pas revenir dans leur terre avant longtemps, voire jamais. Pour ralentir l'avancée de l'armée turque, les troupes arméniennes pratiquent la guérilla et la tactique de la terre brûlée, transformant le pays en un désert. Le 4 avril, les Turcs entrent à Van, que les Arméniens viennent de quitter pour la troisième fois depuis 1915. Cet abandon met fin à près de deux mille ans d'occupation arménienne ininterrompue de Van. Environ 25 000 civils et soldats arméniens franchissent les défilés de Kotour, poursuivis par l'armée turque, qui ne ralentit sa marche que devant les protestations de Tabriz.

### Ardahan
Le 3 avril, les unités de la troisième armée commencent directement leur avancés, les forces ottomanes du VIe corps atteint un de leurs objectifs en capturant la ville d'Ardahan, ce qui était prévu dans la planification d'Enver Pacha, une source indique que 7,000 arméniens se sont fait massacrés.

### Sarıkamış
La ville de Sarıkamış est re-capturée par les forces ottomanes le 5 avril.

### Doğubayazıt
Le 14 avril, la ville de Doğubayazıt est captutée par les Ottomans.

### Batoumi
Le même jour, juste après la capture de Doğubayazıt, les 7,000 hommes sous les ordres de Mehmet Vehib Kaçı capture la ville géorgienne de Batoumi, les défendeurs sont au nombre de 12,500 hommes, (incluant des mercenaires russes, arméniens, grecque pontique).

### Kars
Le 26 avril, la ville turque de Kars, y compris les entrepôts et son artillerie, était à ce moment-là dirigée par le colonel « Morel » a été rendu au général Kazim Karabékir avec l'ordre du ministre de la défense Odichelidze, la fédération révolutionnaire arménienne n'était pas informée de cet ordre, la ville de Kars sera donc à la suite capturer par les forces ottomanes.

### Gyumri
Le 15 mai, durant leur offensive, les forces ottomanes bombardent les troupes arméniennes situé a Gyumri, a la suite ils s'emparèrent de la ville.

### Khoy
Le 2 mai, les forces ottomans passent la frontière iranienne et capture la ville iranienne de Khoy qui se situe dans l'Azerbaïdjan orientale.

### Ourmia
Lorsque les Vanétzi (Arméniens de Van) arrivent dans la région du lac d'Ourmiah en Perse, celle-ci est en proie à des conflits violents opposant les Azeris et les Kurdes autochtones aux Djélos. Les Djélos sont des tribus chrétiennes nestoriennes qui ont fui la Turquie en 1915 par crainte de subir le sort des Arméniens. Ils ont cherché refuge en Perse dans les districts de Khoï, Salmas et Ourmiah, qui étaient alors sous contrôle russe. Pour contrecarrer l'influence allemande dans le nord de la Perse et empêcher la réalisation des objectifs pantouraniens, l'Entente a cherché à s'assurer la collaboration des minorités chrétiennes - Djélos, Assyro-Chaldéens et Arméniens. Le lieutenant Gasfield a été envoyé par Chardigny à Ourmiah en décembre 1917 pour accélérer la formation d'une « Division assyrienne », avec l'accord de la Mission Dunsterville. Cependant, l'assassinat de Mar Simon, le patriarche des Djélos et leur leader politique, par le chef kurde Simko, a entraîné une guerre féroce en mars 1918 entre les Djélos, les Kurdes et les Azeris. Ces violences ont mis fin aux espoirs des Français de s'appuyer sur une politique d'entente des minorités contre les Turcs. Lors de l'arrivée des colonnes arméniennes poursuivies par les Turcs, Simko a manifesté sa loyauté envers ces derniers en attaquant et massacrant environ 5 000 Arméniens près de Khoï. Les Djélos, les Assyriens et les irréguliers arméniens ont tenté en vain de jouer le rôle qui leur avait été assigné par l'Entente, celui d'arrêter l'armée turque. Celle-ci est finalement entrée à Salmas le 21 juin. Avant l'arrivée des forces turques à Ourmiah, la population chrétienne, comprenant environ 30 à 50 000 Djélos, Assyriens et Arméniens, s'était réfugiée au sud, à Ourmiah. Le 31 juillet 1918, la ville est prise par une coalition musulmane composée de Turcs, de Kurdes, de Cosaques persans et d'irréguliers azeris. Les Assyro-Chaldéens réfugiés dans la Mission française ont été massacrés, tout comme le délégué apostolique Sontag. Anticipant cette issue tragique, la majorité des chrétiens d'Ourmiah, accompagnés des réfugiés de Salmas (environ 60 000 personnes au total), a fui vers l'est. Malheureusement, près de 10 000 d'entre eux ont péri d'épuisement, de malnutrition et de typhus avant que les survivants ne soient secourus par les Anglais et dirigés vers Hamadan. Parmi les réfugiés, se trouvent les Arméniens de Van qui poursuivront leur odyssée jusqu'à leur installation à Téhéran.

## Résultats et traité de Batoum
Le traité de Batoum, signé le 4 juin 1918, a eu des conséquences importantes dans le contexte de la guerre arméno-turque. À la suite de la contre-offensive ottomane, la République démocratique fédérative de Transcaucasie, comprenant l'Arménie, a été contrainte de conclure ce traité avec l'Empire ottoman. Dans le cadre de ce traité, certaines zones clés ont été cédées aux Turcs par les Arméniens. Batoum, Ardahan et Kars, qui étaient auparavant sous contrôle russe, ont été rendus à l'Empire ottoman. Cette cession territoriale a eu des répercussions importantes pour les Arméniens, car elle a entraîné une diminution significative de leur territoire et de leur influence dans la région du Caucase. Le traité de Batoum a marqué une étape décisive dans la guerre arméno-turque et a contribué à redéfinir les frontières politiques de la région.